# Elkarri
Elkarri fue un movimiento social de carácter pacifista que actuaba en el País Vasco y Navarra. Su objetivo fue la defensa y movilización en favor de un modelo de solución pacífica y dialogada al llamado conflicto vasco, promoviendo para tal fin un proceso de paz con una organización plural e independiente. Elkarri manifestó en diversas ocasiones su búsqueda de construir un discurso de reconciliación social alternativo al de vencedores y vencidos.
Autodefinida como movimiento social por el diálogo y el acuerdo en Euskal Herria, fue promotora de diversas Conferencias de Paz y una mesa de partidos. Igualmente, desarrolló varias campañas sociales: movilizaciones masivas, campañas de firmas, colaboraciones con agentes internacionales, etc. Llegó a estar formada por 3500 socios y unos 100 talleres locales en los pueblos y barrios del País Vasco y Navarra, así como en Madrid, Barcelona y Bruselas. En ellos llegaron a trabajar 1200 voluntarios, con un 85% de autofinanciación. En 2006 se reconvirtió en Lokarri.

## Historia
Elkarri surgió tras el relativo éxito de la Coordinadora Lurraldea, que consiguió modificar parcialmente el trazado de la autovía de Leitzaran. El 20 de diciembre de 1992 tuvo su primera presentación, organizada por un grupo de promotores, y a partir de entonces se inició una dinámica de presentaciones locales. De esa manera se fueron creando talleres locales en los diferentes pueblos del País Vasco y Navarra. Sus primeros impulsores fueron personas de diferentes perfiles, entre las que se encontraban personas vinculadas a la izquierda abertzale y cristianos de base. Elkarri llegó a tener entre sus miembros simpatizantes de hasta siete opciones de voto diferentes, creando recelos entre los dirigentes de ETA sobre su labor; como por ejemplo, por la visita, frustrada por las autoridades de Santo Domingo, del dirigente de Elkarri Jonan Fernández al miembro de ETA Eugenio Etxebeste. Asimismo las críticas de Elkarri a ETA y a KAS arreciaron.

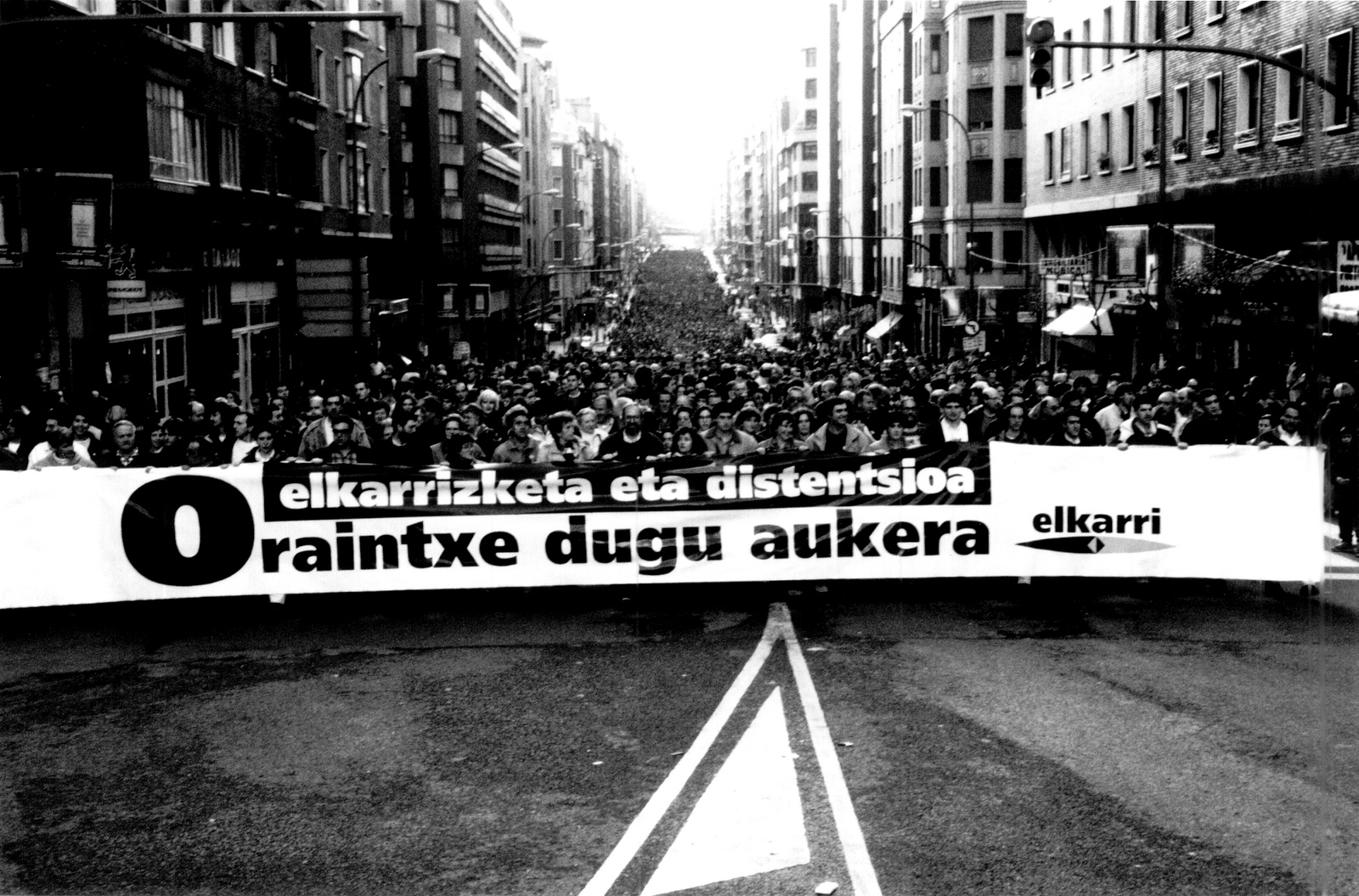
Manifestación de Elkarri en Bilbao (1994)

En 1995 el Gobierno Vasco y la Diputación Foral de Vizcaya concedieron a Elkarri una subvención con el fin de organizar una Conferencia de Paz, en la cual participaron el Partido Nacionalista Vasco, Eusko Alkartasuna y Herri Batasuna, y en la que se proclamaron algunas de las reivindicaciones del nacionalismo vasco, como la búsqueda de una solución política al conflicto vasco, la autodeterminación o la anexión de Navarra y el País Vasco francés. Ese mismo año Gobierno Vasco también le concedió a Elkarri la explotación del juego de azar "Ikusi makusi" frente al otro aspirante, el Colectivo Vasco de Minusválidos.

### Etapas
La actividad de Elkarri, a partir de 1992 y hasta 2006, se puede dividir en seis etapas:
- Primera etapa (1992-1994). Fue una etapa centrada en el crecimiento organizacional y lanzamiento de la primera campaña social, que se llamaría Euskal Herria, acuerdo 94. Asimismo, organizó su primera movilización masiva en Bilbao en marzo de 1994.
- Segunda etapa (1994-1996). Una vez asentada la organización, en estos años Elkarri se centró en realizar propuestas e iniciativas públicas. Como iniciativa destacable se puede encontrar la I Conferencia de Paz. Igualmente, es una etapa donde Elkarri comienza a desarrollar contactos internacionales.
- Tercera etapa (1996-1998). Esta etapa estuvo marcada por la presentación de la propuesta Izan, una interpretación actualizada de los derechos históricos y de la Disposición Adicional Primera de la Constitución.
- Cuarta etapa (1998-2000). En 1998 fue uno de los firmantes del Pacto de Estella. Fue una etapa marcada por la tregua de ETA en el marco de este acuerdo y su posterior ruptura. Entre otras iniciativas, Elkarri lanzó la campaña Eraiki.
- Quinta etapa (2000-2003). Fueron años marcados por el aumento de los atentados de ETA y Elkarri lanzó en esta etapa la II Conferencia de Paz. Igualmente, también propuso Zubigintzan, que tenía como objetivo promover el diálogo entre los diferentes partidos.
- Sexta etapa (2003-2006). En esta etapa, además de convocar una III Conferencia de Paz, Elkarri propuso una Mesa de Partidos, que tendría su comienzo en 2004. Además, son unos años marcados por el cambio de ciclo por la Propuesta de Estatuto Político de la Comunidad de Euskadi lanzada por el lehendakari Juan José Ibarretxe. En su VIII asamblea, Elkarri decidió reconvertirse en una nueva agrupación, dando origen a Lokarri en marzo de 2006.

## Organización
La organización de Elkarri se dividía en talleres locales, talleres comarcales y talleres provinciales. La dirección de todos estos talleres decaía sobre el taller nacional de Elkarri. Además de los militantes activos y aportantes económicos, Elkarri contó con oficinas y trabajadores en las tres provincias del País Vasco y Navarra. Los órganos de decisión previstos para la organización, además, fueron las asambleas comarcales, provinciales y nacionales.

## RevistaElkarri
A raíz de una conversación con uno de sus miembros, el escritor Bernardo Atxaga, que plantea la falta de un espacio para que personas alejadas de la política opinaran sobre el conflicto, surge la idea de editar mensualmente la revista Elkarri, de cuya dirección se hizo cargo Aintzane Ezenarro. Siguiendo este planteamiento, el único texto firmado por Elkarri era el editorial y el resto de la publicación reflejaba distintas opiniones y temáticas sobre la realidad vasca o de otros pueblos con situaciones de enfrentamiento, así como aspectos educativos, filosóficos y de otra índole.